# Кожанівка (Курська область)
Кожанівка (рос. Кожановка) — присілок в Хомутовському районі Курської області Російської Федерації.
Населення становить 3 особи. Входить до складу муніципального утворення Петровська сільрада.

## Історія
Населений пункт розташований на території українського етнічного та культурного краю Східна Слобожанщина.
Від 2004 року входить до складу муніципального утворення Петровська сільрада.

## Населення
| 2002 | 2010 |
| ---- | ---- |
| 33   | ↘3   |